# Kayseri Erciyesspor
Le Kayseri Erciyesspor est un club de football turc basé à Kayseri. Après avoir connu quatre relégations successives en autant de saisons, passant de la première division à la cinquième (niveau amateur régional), le club disparaît en 2018.

## Historique
- 1966 : fondation du club
- 2005 : accession en première division
- 2007 : relégation en deuxième division
- 2013 : accession en première division
- 2015 : relégation en deuxième division
- 2016 : relégation en troisième division
- 2017 : relégation en quatrième division
- 2018 : relégation en cinquième division (en) (niveau régional amateur)

Malgré sa relégation en D2 à l'issue de la saison 2006-2007, l'équipe participe à sa première Coupe d'Europe lors de la saison 2007-2008. Le club a en effet atteint la finale (en) de la Coupe de Turquie en 2007 (en).
Le club se voit logiquement éliminé par l'Atletico Madrid (0-5 et 0-4) au stade du premier tour de la Coupe de l'UEFA 2007-2008.
À la fin de la saison 2013, le club remonte en Spor Toto Süper Lig.

## Palmarès
- Championnat de Turquie de deuxième division
  - Champion en 2013
- Coupe de Turquie
  - Finaliste : 2007 (en)

## Parcours en championnat
- Championnat de Turquie : 1973-1975, 1979-1980, 1985-1986, 1992-1996, 1997-1998, 2005-2007, 2013-2015
- Championnat de Turquie D2 : 1966-1973, 1975-1979, 1980-1985, 1986-1989, 1991-1992, 1996-1997, 1998-2005, 2007-2013, 2015-2016
- Championnat de Turquie D3 : 1989-1991, 2016-2017
- Championnat de Turquie D4 : 2017-2018